# Nazionale maschile di pallacanestro della Bosnia ed Erzegovina
La nazionale maschile di pallacanestro della Bosnia ed Erzegovina (Bosanskohercegovačka košarkaška reprezentacija) rappresenta la Bosnia ed Erzegovina nelle competizioni internazionali maschili di pallacanestro organizzate dalla FIBA ed è gestita dalla Federazione cestistica della Bosnia ed Erzegovina.

## Storia

### Nazionale RSF Jugoslavia (1935-1992)
Fino al 1992 i cestisti bosniaci, nelle competizioni internazionali, militavano nella fortissima Nazionale jugoslava. Tra questi, hanno contribuito ai successi della nazionale jugoslava Predrag Danilović, Zoran Savić, Aza Nikolić, Dražen Dalipagić e Mirza Delibašić, anche se va detto che i primi due, pur essendo nati in Bosnia, sono in tutto e per tutto di nazionalità serba e che per tale Nazionale hanno giocato in seguito alla dissoluzione della Jugoslavia.

### Nazionale bosniaca (dal 1992)
La nazionale della Bosnia ed Erzegovina, affiliata alla FIBA nel 1992, dopo la disgregazione della Jugoslavia ha subito partecipato, nell'edizione del 1993, alla fase finale dell'EuroBasket, arrivando ottava, miglior risultato ancora oggi.
In totale è stata presente a sei edizioni dei Campionati Europei, nelle quali, eccetto la prima, non ha ottenuto risultati di rilievo, mentre non si è mai qualificata né per i Mondiali né per l'Olimpiade.

## Piazzamenti
Europei
- 1993 - 8°
- 1997 - 15°
- 1999 - 15°
- 2001 - 15°
- 2003 - 15°
- 2005 - 15°
- 2011 - 13°
- 2013 - 13°
- 2015 - 21°
- 2022 - 18°

Mediterranei
- 1993 - 7°
- 1997 - 8°
- 2001 - 9°
- 2005 - 6°

## Formazioni

### Europei
Campionato europeo maschile di pallacanestro 19934 Selesković, 5 Firić, 6 Bećiragić, 8 Begović, 9 Mašnić, 10 Primorac, 11 Avdić, 12 Mutapčić, 13 Halimić, 14 Bilalović,        All. Ibrahim Krehić
Campionato europeo maschile di pallacanestro 19974 Marković, 5 Firić, 6 Bećiragić, 7 Lerić, 8 Korlatović, 9 Bukva, 10 Selesković, 11 Avdić, 12 Ovčina, 13 Alihodžić, 14 Hodžić, 15 Mujezinović,        All. Sabit Hadžić
Campionato europeo maschile di pallacanestro 19994 Marković, 5 Firić, 6 Bećiragić, 7 Lerić, 8 Opačak, 9 Hukić, 10 Mirković, 11 Valjevac, 12 Kahrimanović, 13 Alihodžić, 14 Ovčina, 15 Mujezinović,        All. Sabit Hadžić
Campionato europeo maschile di pallacanestro 20014 Marković, 5 Firić, 6 Terzić, 7 Lerić, 8 Opačak, 9 Hukić, 10 Kovačević, 11 Krasić, 12 Mršić, 13 Suljanović, 14 Ovčina, 15 Mujezinović,        All. Sabit Hadžić
Campionato europeo maschile di pallacanestro 20034 Castle, 5 Ovčina, 6 Krupalija, 7 Lerić, 8 Stevanović, 9 Hukić, 10 Kovačević, 11 Krasić, 12 Mršić, 13 Bajramović, 14 Teletović, 15 Mujezinović,        All. Draško Prodanović
Campionato europeo maschile di pallacanestro 20054 Princ, 5 Ovčina, 6 Teletović, 7 Lerić, 8 Bavčić, 9 Domercant, 10 Kovačević, 11 Tuljković, 12 Mršić, 13 Hukić, 14 Radojević, 15 K. Bajramović,        All. Mensur Bajramović
Campionato europeo maschile di pallacanestro 20114 Gordić, 5 Nešović, 6 Jazvin, 7 Ikonić, 8 Milošević, 9 Bavčić, 10 Vasiljević, 11 Kikanović, 12 Teletović, 13 Domercant, 14 Đedović, 15 Bajramović,        All. Sabit Hadžić
Campionato europeo maschile di pallacanestro 20134 Pašalić, 5 Mašić, 6 Stipanović, 7 Šutalo, 8 Wright, 9 Bavčić, 10 Gordić, 11 Kikanović, 12 Teletović, 13 Peršić, 14 Đedović, 15 Sinanović,        All. Aza Petrović
Campionato europeo maschile di pallacanestro 20154 Pašalić, 5 Buža, 6 Stipanović, 7 Šutalo, 9 Bavčić, 10 Gordić, 11 Kikanović, 13 Peršić, 15 Milošević, 20 Renfroe, 23 Vrabac, 30 Albijanić,        All. Duško Ivanović
Campionato europeo maschile di pallacanestro 20220 Nurkić, 2 Roberson, 6 Atić, 7 Halilović, 8 Gegić, 9 Kamenjaš, 10 Čampara, 11 Musa, 15 Penava, 17 Lazić, 22 Sulejmanović, 27 Vrabac,        All. Adis Bećiragić

### Giochi del Mediterraneo
Pallacanestro maschile ai XIII Giochi del Mediterraneo4 Terzić, 5 Ovčina, 6 Sakić, 7 Hukić, 8 Mulić, 9 Konaković, 10 Isaković, 11 Husanović, 12 Kahrimanović, 13 Karanović, 14 Pindžo, 15 Bukva,        All. -
Pallacanestro maschile ai XV Giochi del MediterraneoBavčić, Ćup, Đurasović, Đurica, Kadić, Kahrimanović, Memić, Mirković, Nurkanović, Princ, Tuljković, Zimić, All. Mensur Bajramović

## Nazionali giovanili
- Selezioni giovanili della nazionale maschile di pallacanestro della Bosnia ed Erzegovina